# Reaper (serie de televisión)
Reaper («segador» en inglés) es una serie de televisión estadounidense emitida por la cadena The CW. Bret Harrison la protagoniza como Sam Oliver, un joven que tras cumplir los 21 años descubre que debe trabajar para el Diablo porque sus padres le vendieron su alma antes de que naciera, y ahora se ha convertido en un cazarrecompensas del infierno hasta su muerte. El episodio piloto dirigido por Kevin Smith fue emitido el 25 de septiembre de 2007 en Estados Unidos.
El 12 de mayo de 2008, Reaper fue renovada oficialmente por una segunda temporada de 13 capítulos.
La serie fue finalmente cancelada, aunque se comenta que podría aparecer una tercera temporada, un cómic e incluso unos dibujos animados[cita requerida].

## Premisa
Sam Oliver (Bret Harrison) vive en casa con sus padres (Andrew Airlie y Allison Hossack) y su hermano en el área de Seattle. Siempre se ha preguntado por qué sus padres fueron tan buenos con él (ya fuese en los deportes, los estudios o la elección de carrera) y tan duros con su hermano. Sam deja el colegio y toma un trabajo sin futuro en Work Bench, un hipermercado de la reparación doméstica. Dedica el resto de su tiempo a pasarlo bien, jugando videojuegos y divirtiéndose con su novia Andy (Missy Peregrym). 
En su cumpleaños número 21, sus padres se comportan de una manera muy extraña, mientras que Sam tiene visiones infernales y le pasan cosas muy raras. Su padre explica finalmente que hace muchos años estuvo muy enfermo, y a cambio de restaurar su salud, él y su mujer prometieron su primogénito al Diablo (Ray Wise). Aunque la pareja pensaba "engañar" al Diablo no teniendo ningún hijo, el plan fracasó cuando Satanás convenció a su médico de que les mintiera diciéndoles que no podrían concebir para saldar la deuda que habían contraído con él. Al poco tiempo nació Sam. 
Tras informarlo sobre su destino, el Diablo explica a Sam que deberá servir como cazarrecompensas (o "siervo"), localizando almas que han escapado del Infierno y enviándolas de regreso a él con ayuda de sus nuevos poderes (que incluyen la telequinesis y la electroquinesis) y "recipientes" que le manda el Diablo (objetos que son hechos en el mismo infierno). Los objetos aparecen dentro de una caja de madera (con la inscripción italiana "Lasciate ogni speranza, voi ch'entrate" ("Abandonad toda esperanza, vosotros que entráis aquí"), y son diseñados especialmente para cada trabajo. Cabe destacar que no en todas las "misiones" Sam recibe poderes, y muchas veces el Diablo se limita a darle algún indicio para que comience a investigar.
Aunque en un primer momento Sam se niega, Satanás le dice que debe hacer su trabajo, o si no su madre pagará por él. No dispuesto a sacrificar a su madre y convencido de que puede buscar almas malas en el mundo, Sam acepta su destino. Con la ayuda de sus holgazanes amigos Sock (Tyler Labine) y Ben (Rick González), Sam empieza su nueva vida, la cual consiste en localizar almas corruptas que escaparon del infierno y mandarlas de regreso. 

Al final de la primera temporada se descubre que Sam es el hijo de Lucifer y durante la segunda temporada aparecen algunos demonios rebeldes que tratan de acabar con Sam porque creen que el traerá el apocalipsis al mundo. En ese grupo se encuentra Gladys, que se encarga de enviar los recipientes al infierno, y Nina, una demonio un tanto sociópata que se enamora de Benji y empiezan a tener una relación. También se descubre que el Diablo tiene otro hijo llamado Morgan que sería medio hermano de Sam, pero a diferencia de Sam, Morgan está orgulloso de ser hijo de Lucifer y goza de todos los beneficios que puede, como autos lujosos, mujeres, etc. El diablo intentará que pasen ciertas pruebas para ver cual de los dos es digno de llamarse hijo suyo.

## Reparto

### Personaje principales

#### Sam
El protagonista de la serie. Un holgazán que abandonó el colegio y que "gracias a sus padres" se convierte en un cazarrecompensas del Diablo. Sam está enamorado de Andi, su colega en el trabajo. Pero en realidad Sam es muy diferente a lo que parece ser, porque es valiente y luchará por salvar a su planeta de que el mundo sea destruido mandando a los demonios de vuelta al infierno.

#### Bert "Sock" Wysocki
Es el mejor amigo de Sam, con el que trabaja en el Work Bench. Pasa la mayor parte de su tiempo durmiendo hasta altas horas de la tarde. Afortunadamente, y aunque cueste creerlo, es el más valiente y el más atlético. Sock ayuda a Sam a reunir las almas y tiende a reírse cuando se ve metido en situaciones incómodas. Además, es el que se toma cada situación con humor y siempre tiene una solución para todo, aunque esta no sea la más cuerda.
Sock (Tyler Labine) es una de las dos personas que ha capturado literalmente un alma para Sam: capturó el alma de Limo con el suéter, y la de la vidente del tarot con una bola de béisbol. 
En el final de la primera temporada, Sock tiene acceso a una fuerza sobrehumana después de recibir el beso de un súcubo, un demonio femenino con la habilidad de robar la fuerza vital de los humanos a costa de perder un año de su vida por cada beso.

#### El diablo
También conocido como “Jerry Belvedere” (Ray Wise), es un personaje tan cómico como serio que maneja a Sam para que devuelva todas las almas al infierno, como parte del trato que firmaron los padres de Sam al venderle el alma de su hijo. Dicho trato se hace efectivo cuando Sam cumple 21 años, momento en el que le es revelado tan terrorífico secreto.
El Diablo tiene poderes sobrenaturales casi ilimitados, teletransportando a Sam a ubicaciones que le muestran pistas sobre dónde buscar el alma perdida. También acostumbra a darle un "motivo" para capturar el alma que escapó, generalmente informándole de una muerte (o de la intención de matar) debido a la inacción de Sam: esto empezará a desaparecer en episodios posteriores, cuando Sam comience a "encajar" su cometido infernal.
Como curiosidad, podemos apuntar la adoración que siente el diablo por el helado, que le resulta comer por maldición divina. Se le da en esta serie al demonio detalles de personalidad jamás dados al famoso Lucifer, con la intención de crearle un lado humano.
Más adelante en la serie, cuando Tony, un demonio con intenciones de crear una revuelta en el infierno y destronar al mismo Satanás, lo ayuda a leer el contrato que parece un libro de 7.000 páginas, descubre que fueron arrancadas las hojas que hacen referencia a quién es el padre de Sam, sospecha dado que el Diablo habla directamente con el joven y a su vez tiene una relación casi paternal, consiguiendo Sam del Diablo muestras de piedad y perdón, resultando que es Lucifer el verdadero padre de este simple y simpático condenado.

#### Benjamin "Benji" González
Amigo de Sam, él y Sock le ayudan a capturar las almas.
Su función en la serie es la de ser un punto medio entre los extremos de los personajes antes mencionados: es el primero en recomendar a Sam que se haga con el famoso "Contrato" en poder del Rey de las Tinieblas donde figura la venta de su alma, dado que le parece muy sospechoso que unos terceros puedan vender el alma de alguien y sospecha que no se puede vender el alma al Diablo sin firmar el contrato.
Son muchos los modos en que este joven de cabellos estilo afro, siendo hijo único y mimado, ayuda en un modo absolutamente altruista al condenado.
Es la voz de la razón en la relación con Sam y Sock y quien más responsabilidad muestra cuando deciden mudarse juntos a un apartamento.

## Almas en pena, fugitivos del infierno
En el programa, el trabajo de los Reapers es el de devolver al infierno almas que han conseguido huir de él, casi siempre las de asesinos brutales o en serie. Al llegar al infierno, las almas toman cierta forma o adquieren poderes especiales de acuerdo al pecado que hayan cometido:
He aquí una lista:
| Episodio | Poder                                               | Recipiente |
| --- | --------------------------------------------------- | --- |
| Piloto | Piroquinesis                                        | Aspiradora diabólica |
| El alma de un bombero empieza a causar incendios y explosiones en las casas de sus exesposas. Sam lo atrapa cuando está a punto de destruir una escuela llena de niños. |                                                     | |
| "Cargado" | Manipulación de electricidad y aparatos eléctricos  | Auto a control remoto |
| Un magnate que robaba energía eléctrica y la vendía al extranjero, furioso al ver que borraron su nombre del ala de un hospital al que donaba dinero (según él, la única cosa buena que hizo en su vida), empieza a provocar descargas por toda la ciudad, matando a gente inocente. Sam lo atrapa finalmente después de una batalla con varios aparatos eléctricos, incluido su nuevo automóvil eléctrico, hasta que se da cuenta de que el recipiente no es el auto, sino que la antena del control, la cual funciona como pararrayos. |                                                     | |
| "Todo mío" | Transformación en nubes de diferentes insectos      | Tostador descompuesto |
| Al principio, Sam creía que el alma fugitiva era un hombre que había matado a su esposa, hasta que descubre que el asesino es su amante. Esta mujer es extremadamente celosa, por lo que empieza a matar a cualquier mujer que lo pretendiera (o ella creía que lo hacía) incluida la esposa del susodicho, por medio de picaduras o enfermedades vinculadas con insectos. Sam cree que el tostador está descompuesto ya que empieza a chisporrotear por todos lados, por lo que intenta arreglarlo, pero finalmente descubre que es la única manera de atrapar a la mujer. |                                                     | |
| "Magia" | Manipulación de espadas                             | Paloma viva |
| Las personas que estaban en una feria empiezan a morir en diferentes accidentes: paro cardíaco o atropellados por un auto fantasma. Finalmente Sam descubre que el asesino es un mago no muy talentoso que fue condenado a la horca porque empezó a matar a su público por no apreciar su acto, el cual consistía en atravesar a una persona con una espada. Ben se encariña con la paloma, hasta que descubre que esta esconde un secreto: se convierte en un pájaro demoníaco al hacerla desaparecer de su jaula. |                                                     | |
| "¿Qué hay con Blob?" | Transformación en una baba verde                    | Suéter de Navidad |
| Sam cree que el alma fugitiva es un joven político que arrojaba desechos radiactivos al sistema de drenajes, hasta que descubre que el joven es hijo del verdadero culpable, quien empieza a matar a todas las personas involucradas con su compañía. Sock lo captura cuando está a punto de matar a Sam. |                                                     | |
| "Leon" | Pistolas                                            | Bola con nieve falsa |
| El asesino del presidente Mc Kinley es capturado por Sam, cuando ve que su habitación está llena de datos acerca de sus siguientes víctimas. Debido a su poder, Sam lo libera para que lo ayude a atrapar al carnicero, pero este los deja encerrados con la bestia. Sam vuelve a capturarlo, y antes de irse al infierno le promete que ayudará a las otras almas a arrepentirse de sus pecados. |                                                     | |
| "Carnicero" | Perro monstruoso                                    | Termómetro para la carne                                                                                                  |
| Un asesino serial que alimentaba a sus perros con la carne triturada de sus víctimas toma la forma de un terrible perro monstruoso. Sam lo captura antes de que lo matara. |                                                     | |
| "Amor, balas y asfalto" | Regeneración                                        | Casete de "Amor, balas y asfalto"                                                                                         |
| Un par de novios renegados roban autos y provocan graves accidentes para mantener viva su relación. El hombre es atrapado en un estacionamiento, siendo su debilidad la música del casete. Su novia intenta liberarlo después de robar el recipiente, casi matando a Sam y sus amigos, y estrellando un automóvil en la pared de la casa de un compañero de trabajo que les prestó el reproductor de casetes, pero es atrapada después. |                                                     | |
| "El policía" | Manipulación de tatuajes                            | Pistola aturdidora |
| Un condenado a muerte vuelve del infierno para acabar con todas las personas involucradas en su arresto y posterior juicio, matándolas mediante los distintos objetos que tiene tatuados en el cuerpo. Sam debe proteger a toda costa al agente que lo capturó. |                                                     | |
| "Cenizas a las cenizas" | Reanimación por medio de cenizas                    | Secador de pelo |
| Un trabajador de una funeraria murió al lanzarse a un horno de cremación cuando fue descubierto por traficar con órganos extraídos ilegalmente de cadáveres. Como su cuerpo fue destruido, sólo puede tomar venganza tomando las cenizas de las personas a las que incineró. Sam empieza a reunir todas las cenizas que puede, pero Sock las deja en el automóvil, lugar donde el alma las encuentra y empieza a cobrar la forma de una nube. Sam intenta atraparlo pero piensa que el secador no funciona, hasta que se da cuenta de que debe ponerlo al revés. Finalmente tiran las cenizas a un lago. |                                                     | |
| "Dinero fuera" | Capacidad de atravesar objetos                      | Encendedor de bolsillo |
| Dos ladrones que murieron haciendo frente a la policía (después de haber cavado un túnel a lo largo de 10 bloques de casas para poder asaltar un banco) vuelven a por el dinero robado. Sam los captura sin mayores complicaciones, dándole el dinero al único cómplice vivo. |                                                     | |
| "Hambriento de fama" | Dientes de tiburón                                  | Arpón |
| Un caníbal empieza a atacar personas al azar, y lo descubren antes de que acabase de devorar a su última víctima. Sam lo captura cuando intenta terminar su comida. Después es liberado para mostrar a un hombre lo que pasaría si vendiera su alma al diablo, y entonces le devora la mano al hombre y vuelve a ser capturado. |                                                     | |
| "No visto" | Invisibilidad                                       | Cortador de frutas |
| Según el Diablo, esta es el alma de un cazador que vivía en un bosque y al que le encantaba matar a la más difícil de las presas: el hombre. Es invisible, ya que este es el camuflaje perfecto. El cazador empieza a matar a cualquier persona que entre al bosque, sirviéndose de todo tipo de trampas de caza, mientras que Sam debe averiguar una forma de verlo. Consigue unas pistolas y balas de pintura, con lo qu logra ver finalmente al tipo y capturarlo. |                                                     | |
| "Reina ácida" | Sangre de ácido                                     | Soplador de burbujas |
| El Diablo lleva a Sam tras los bastidores de un concurso de belleza. Ahí le muestra el cadáver de una mujer con la mitad de su rostro corroído por ácido. Posteriormente le explica que debe de atrapar a una mujer que cometió su pecado favorito: soberbia. Esta mujer mataba a cualquier mujer que se viera más hermosa, por lo que les tiraba ácido en la cara. Después de ver a Andy, empieza una persecución que acaba en un accidente de tránsito, el cual casi les cuesta la vida. |                                                     | |
| "Rebelión" | Vampirismo y sanguijuelas                           | Látigo de toro |
| El alma de un abogado que dejaba secos, literalmente, a sus clientes revive como una especie de sanguijuela. Puede convocarlas, pero finalmente es capturado sin problemas. |                                                     | |
| "Volviendo a la empuñadura" | Multiplicación                                      | Guadaña |
| Un tipo que trabajaba en una clínica de fertilización llenaba las muestras de semen con el suyo, llegando a tener más de 100 hijos. Sam cree haberlo capturado, pero el Diablo le demuestra lo contrario al mostrarle un video de él comprando películas pornográficas: el tipo tiene la habilidad de multiplicarse. Sam vuelve a capturarlo pero no sin que el tipo se quite el brazo, del cual crece un nuevo cuerpo, hasta que finalmente Andy lo captura de forma definitiva. |                                                     | |
| "Greg, Schmeg" | Subconsciente malvado, controlar mentes, motosierra | Carta de "sal del infierno", Pistola Nerf (Ninguna de las dos cosas llega a ser utilizada, ya que no se trata de un alma) |
| Mientras Andy y Sam tratan de pasar una velada romántica en el coche, son atacados sorpresivamente por un maniático con una máscara y una sierra. Salen ilesos pero el Diablo no sabe nada acerca de esta alma (o así lo aparenta). Sam descubre finalmente que es Greg, el antiguo novio de Andy, quien vendió su alma al diablo para controlar la mente de Andy. El tipo vuelve a atacar, pero Sock lo deja inconsciente, la única forma de que no vuelva a aparecer. Sam intenta darle la tarjeta de "Sal del infierno", pero el Diablo la destruye. |                                                     | |
| "La fuga" | Seducción                                           | Cámara Polaroid |
| Sam atrapa tres veces a un alma que roba el amor de las parejas. Sam cree que no es un alma muy peligrosa, hasta que el Diablo le muestra los cadáveres de una pareja que el alma había atacado antes: el hombre mató a su esposa y luego se suicidó. Sam lo captura después de que el hombre atacaaa a una novia que estaba a punto de casarse. Sam descubre que la que dejaba escapar el alma tantas veces era Gladys, la empleada demoníaca que trabaja en el departamento de tránsito, así que el Diablo la manda al infierno, por lo que Sam le pide que la traiga de regreso. Esto hace sospechar a varios demonios que Sam es el hijo del diablo.                                                                                 |                                                     | |
| "Cancún" | Adivinación, manipulación de cartas de Tarot        | Pelota de béisbol |
| Una adivina que vendió su alma al Diablo para poder ver el futuro fue linchada por brujería. Sam va a consultarla, y la adivina le dice que hay algo sospechoso acerca de su nacimiento, hasta que saca varias veces la carta del "Diablo" y se da cuenta de que la quieren capturar. Entonces saca la carta del ahorcado y casi mata a Sam, pero Sock lo rescata, y gracias a que tiene fuerza sobrehumana por tiempo limitado, le lanza la pelota de béisbol cuando intentaba escapar en automóvil. |                                                     | |
| "Episodio IV, una nueva esperanza" | Violencia extrema                                   | Picana (varilla eléctrica)                                                                                                |
| Un grupo de 20 almas (después resultan ser 40) escaparon del infierno cuando Sam se tomó unas pequeñas vacaciones. Todos los miembros de este grupo son extremadamente violentos y brutales, habiendo cometido crímenes que van desde matar a todo un jurado hasta incinerar casas y vehículos. Sam intenta averiguar la forma de atraparlos a todos, pero no pasa de capturar a unos cuantos, hasta que llegan a ser 40 en total. Después de emborracharlos, Sam utiliza el suelo mojado como transmisor de corriente para capturar las almas de forma definitiva. |                                                     | |
| "Mongol sucio y sexy" | Adaptación                                          | Lanza |
| Un guerrero mongol escapa del infierno, por lo que Sam intenta capturarlo, pero el mongol huye a caballo. Ben investiga su próximo objetivo y van a un restaurante tailandés, donde el alma aparece. Sam intenta detenerla con un móvil, pero el alma puede adaptarse a cualquier situación, ya que tiene un "manos libres", por lo que empiezan a pelear y la lanza se rompe. Finalmente Sam logra capturarlo. |                                                     | |
| "La dulce ciencia" | Fuerza de boxeador                                  | Guantes de boxeo |
| Michael "Rojo" Sabatino es un boxeador invicto que quiere ganar el único campeonato que perdió porque el Diablo le ofreció un soborno a cambio de que se dejara ganar. Sam intenta hacer un trato con el Diablo: que lo deje ganar el campeonato y él regresará al infierno sin chistar, pero este se niega y les da una advertencia: o lo captura o se muere. Sabatino se deja capturar intencionalmente por Sam. |                                                     | |
| "El favorito" | Insectos dorados                                    | Abridor de cartas |
| Un magnate del que se cuenta que se comió todo su oro en su lecho de muerte, regresa del infierno para recuperar todos sus objetos, incluido un barco hundido. Sam lo captura después de que el magnate intentara matarlos. |                                                     | |
| "Quiero a mi bebé" | Vampirismo                                          | Estaca de madera |
| Una vampiresa escapó del infierno para poder criar a su hija. Sam la captura y tiene que averiguar qué hacer con el bebé. |                                                     | |
| "Bajo vientre" | Monstruo con tentáculos y metamorfosis              | Granada |
| Un ladrón del siglo XIX operaba en un pueblo minero como estafador: hacía que las personas fueran hacia la mina ofreciéndoles riquezas, pero después las mataba para quedarse con todas sus pertenencias. Sam llega al pueblo, viendo que todos en el mismo actúan de manera extraña, hasta que descubre que todos, a excepción del policía, en realidad son tentáculos del monstruo que pueden tomar la forma de cualquier persona devorada. El policía no quiere que ellos atrapen al alma, y los envía a devolver la granada a la mina, pero Nina recupera el recipiente y el policía queda atrapado en lo que Sam llama "un infierno en la tierra". Eso hace que Andy rompa con él, porque acaba de ver que a veces puede ser cruel. |                                                     | |